# Siège de Brno

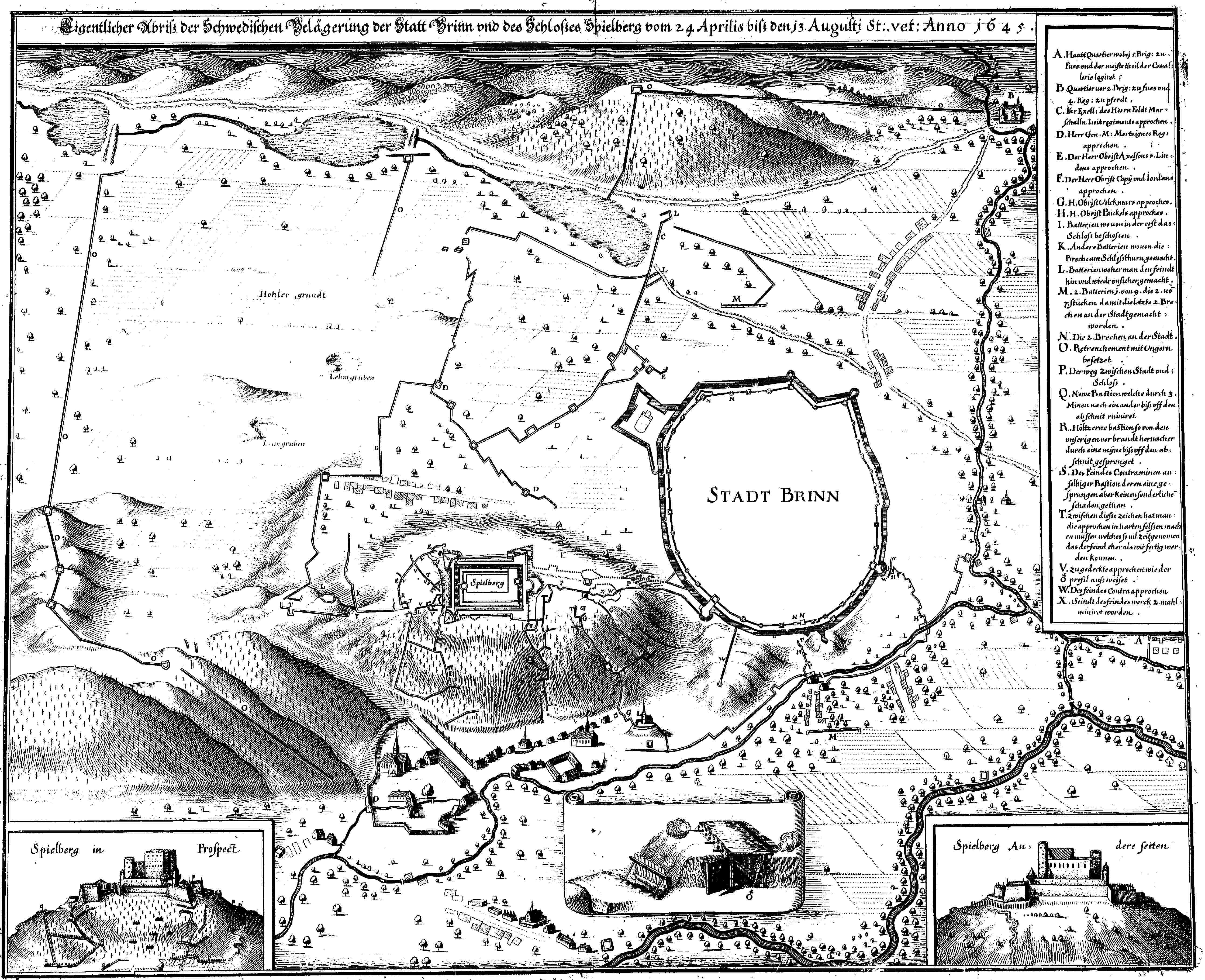
Gravure de 1651.

Le siège de Brno est un épisode de la guerre de Trente Ans, ordonné par Kristina Vasa, reine de Suède et commandé par le général Lennart Torstenson. Il commence le 3 mai 1645 et s'achève le 23 août 1645.
Le 14 mars 1645, l'empereur Ferdinand III donne le commandement de la ville de Brno au colonel rochelais Jean-Louis Raduit de Souches. Fort de son expérience acquise lors du siège de sa ville natale, il organise rapidement les défenses de la ville. En moins de six semaines, il fait procéder à la réparation des remparts, au creusement des fossés et d'un passage souterrain permettant notamment d'approvisionner la ville en eau. Il fait araser le terrain autour du château, afin d'éliminer les abris potentiels dont pourrait se servir un assaillant, et fait d'importantes provisions de nourriture et de munitions.
Le 3 mai 1645, les Suédois, commandés par le général Lennart Torstenson, commencent le siège de la ville, qui est un obstacle sur la route de Vienne. Les troupes suédoises sont composées de 28 000 hommes équipés des armes les plus modernes, dont de l'artillerie, et ont reçu en sus le renfort de 10 000 hommes de la part du duc Georges Rákóczi. Pour toute armée, Brno dispose de 1 476 hommes, dont 426 soldats de métier, ainsi que d'un renfort de 400 cavaliers envoyés par le maréchal Colloredo (en).
Après 112 jours de siège infructueux, la ville étant bien préparée, le général Torstensson décide de lancer une vaste offensive contre la ville le 15 août 1645, jour de l'Assomption de la Vierge Marie, ce qui galvanise les défenseurs qui parviennent à repousser l'offensive et à contre-attaquer l'ennemi en plusieurs points. La défense de Brno est exceptionnelle, et le 23 août 1645, les Suédois lèvent le siège sans être parvenus à prendre la ville. En comparaison, la ville d'Olomouc a été prise en 4 jours, celle de Jihlava en une seule journée, et Znojmo s'est rendue sans combattre.
En récompense de cette victoire héroïque, Jean-Louis Raduit de Souches est nommé général par l'empereur, qui l'élève à l'ordre des patriciens libres et lui offre une récompense de 10 000 florins. Il se voit alors confier le commandement d'un deuxième régiment de l'armée impériale.
Cette victoire figure parmi les chapitres les plus glorieux de l'histoire de Brno. En 1995, le 350e anniversaire de cet événement a été célébré par d'importantes festivités.